# تورو هاسگاوا
تورو هاسگاوا (انگلیسی: Toru Hasegawa؛ زادهٔ ۱۱ دسامبر ۱۹۸۸) بازیکن فوتبال اهل ژاپن است.
از باشگاه‌هایی که در آن بازی کرده‌است می‌توان به باشگاه فوتبال ناگویا گرامپوس اشاره کرد.